# Féničané

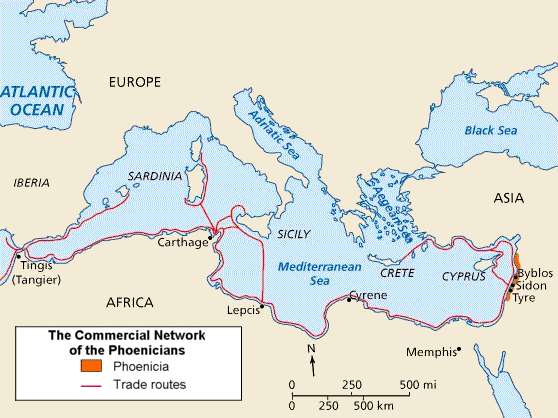
Fénické obchodní trasy

Foiníčané (řec. Φοίνικες Foiníkes) nebo Féničané (lat. Phoenices) byli starověký semitský národ, který osídlil Fénicii, krajinu u východního pobřeží Středozemního moře. Objevuje se tu někdy před rokem 2000 př.n.l. Jedním z nejdůležitějších fénických měst bylo libanonské město Týros , také zvané Tyr.
Féničané byli zdatnými obchodníky a kvůli obchodu podnikali dlouhé plavby po moři. Byli rovněž vynikajícími řemeslníky, obchodovali s výrobky z hlíny, skla, kovu a vyráběli látky barvené nachovým barvivem (foiníkis = purpurová barva). Na svých cestách zakládali opěrné body, z nichž některé se časem staly městy na břehu moře. Jako příklad těch významných připoměňme třeba nynější Tanger, nebo Cádiz, které jsou až na břehu Atlantského oceánu.
Féničané byli původem kanaánské obyvatelstvo, jež další semitské kmeny vytlačily na pobřeží. Ke konci 2. a na začátku 1. tisíciletí př. n. l. začala fénická kolonizace západního Středomoří (obchodní dostupnost). V roce 814 před n. l. Féničané založili město a přístav Kartágo, které se později stalo významnou námořní mocností. Nelze ale říct, že Kartaginci (Punové) rovná se Féničané, protože velké, původně obchodní, město se nakonec vyvinulo v svébytnou kulturu. V 7. století př. n. l. se Féničané dostali i do vnitrozemského  Španělska a přilehlé části severní Afriky. Podle Hérodota dokonce obepluli Afriku (kolem roku 600 př. n. l.).
Velká fénická kolonie Kartágo časem ovládlo západ Středozemního moře a svou mocí se stalo rivalem Římské říše. V nevyhnutelném střetu velmocí o moc nad Středozemím a vlastní existenci, bylo za punských válek s Římem bylo nakonec zničeno. Již v roce 122 př. n. l. na troskách města vzniklo římské město, rovněž s názvem Kartágo. Rovněž jiná města, původně založená Féničany, existují dodnes.
Féničané užívali hláskového písma (22 hlásek). Nešlo o jejich vynález v pravém slova smyslu – šlo o vývoj písma v celé semitské oblasti, jak dokládají nálezy v oblasti i na Sinajském poloostrově (protosinajské písmo).

## Fénická kultura
Fénická kultura byla na vysoké úrovni. Byla svébytná, jen nepatrně ovlivněna mezopotámskými a egyptskými vlivy. Byla tu vyspělá architektura, kvetlo tu umění a především řemeslná dovednost: výrobky jejich uměleckých řemesel nacházely cestu do celého tehdejšího světa.

### Féničtí bohové
Svérázné bylo také jejich náboženství, založené na uctívání mnoha bohů. Nejvyšším bohem jejich panteonu byl strašný a obávaný El, stvořitel, uctívaný někdy též jako Dagon. Dále jeho syn Jaw, někdy ztotožňovaný s bohem úrody Baalem, Baalova dcera bohyně deště Tapie, Baalova manželka a bohyně lásky Astarté a mnoho dalších. V Týru byl hlavním bohem Melkart, jehož kult se rozšířil do Kartága i dalších oblastí Středomoří. Byla také nalezena spousta příběhů a mýtů, které se dochovaly na hliněných tabulkách. Poměrně důkladnou zprávu o fénickém náboženství podal fénický spisovatel Sanchuniathon, jehož spis se však zachoval jen ve zlomcích u fénického historika Filóna z Byblu a u biskupa Eusebia († 340).
Fénické náboženství bylo díky častým svátkům a jisté tolerantnosti velkým lákadlem pro Izraelity. V Knize soudců (Sd 10,6) se můžeme dočíst, že Izraelité sloužili Bálům a Astarté, to jest bohům syrským, takže opustili Hospodina a nesloužili jemu. Za Šalomounovy vlády měli Baal i Astarté svůj oltář přímo v Šalomounově chrámu. Vzájemná rivalita těchto náboženství způsobila nevraživost, až nenávist hebrejských kněží. Bohyně Astarté je v Bibli odsuzována, protože v jejím kultu hrál hlavní roli sex a chrámová prostituce.

## Hospodářství
Féničané byli proslaveni těžbou a zpracováním cedrového dřeva. Vyváželo se zlato, stříbro, měď, železo, cín, ledek, síra, mramor, purpur, dřevo, sklo, tkaniny, aj. Na svých lodích křižovali rozsáhlým prostorem mezi Španělskem a Levantou, zboží převáželi mezi Baleárami, Sicílií a Egyptem. Féničané vynikali ve stavbě lodí, v tkalcovství, v barvení látek (nachovcem krvavým a ostrankou jaderskou), v leštění drahokamů.

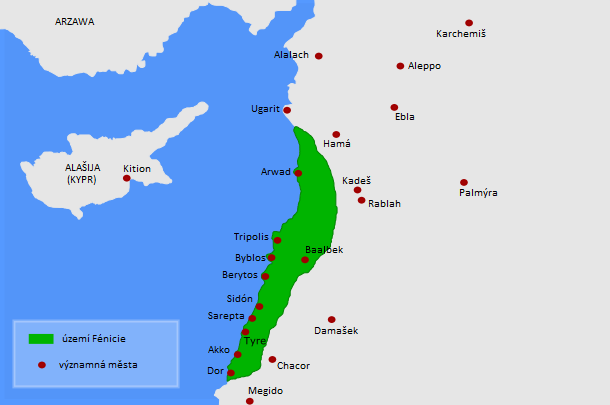
Mapa Fénicie

### Fénické lodě
Zavedli také řadu novinek při stavbě lodí: jejich první lodi se zprvu podobaly egyptským se zvednutou přídí i zádí a kolmými boky, měly však důmyslnější vazbu lanoví mezi přídí a zádí. Všechna fénická plavidla kombinovala pohon vesly a čtvercovou příčnou plachtou o ploše 300 m². Výtlak takových plavidel při délce 30–40 metrů s ponorem 2,5 metru činil 300–400 tun. Posádku tvořilo asi 30 mužů – veslařů, námořníků a vojáků. Féničané však disponovali i velmi rychlými a obratnými válečnými plavidly. Taková plavidla byla delší a užší než obchodní lodě a měla zesílenou příď. Průměrná rychlost lodi byla 8 km/hod, bojová až 15 km/hod.
Hlavní loděnice se nacházely v Sidonu, Ugaritu, Auvadu, Byblu, Týru a některých další městech.
S orientací na moři byly potíže a proto pluly lodě tak, aby bylo vždy vidět pobřeží. V noci se Féničané řídili podle hvězd na nebi.

## Fénická historie
V letech 1500–1209 př. n. l. se do čela foinických měst propracoval Sídon (Libanon). Na území Fénicie jako na území celého Předního východu docházelo k četným velmocenským bojům mezi Asyřany, Chetity a Egypťany, Féničané však kupodivu tohoto pohybu dovedli využít ve svůj prospěch. Jejich lodě brázdily Egejské moře tak jako celé východní Středomoří. Posléze je bylo možno vidět na ostrovech Kypru, Rhodu, Krétě, Théře, Sicílii, Korsice, Sardinii, Elbě a mnoha dalších. Většinou vzhlíželi ke své mateřské zemi s pietou, dodržovali její zvyky, náboženství a způsoby. Některé osady však byly drženy v přísné podřízenosti. V roce 1209 př. n. l. se většina vznešených rodin přestěhovala do Týru, které se tak stalo nejsilnějším městem Fénicie. V roce 1050 př. n. l. dobyl celou Fénicii král Abibaal a stal se králem Fénicie. Jeho syn Chíram byl současníkem Šalamounovým. Za jeho vlády došlo k velkému rozkvětu Fénicie.
Po Chíramově smrti došlo ve Fénicii k nepokojům, a mnozí obyvatelé Týru se vystěhovali do zámořských osad. Poté se stal králem Ithobal, který zmatky ve Fénicii ukončil. Avšak po jeho smrti docházelo ke zmatkům a mnoho králů bylo svrženo. Po období zmatků se stal králem Pygmalion, za jehož vlády se Féničané stali největší obchodní mocností. V době jeho panování založila podle legendy jeho sestra Elisser město Kartágo. Fénické obchodní stanice, roztroušené až po Hispánii, byly základnami mořeplavby a překladišti zboží pro vnitrozemí. Měly svou infrastrukturu, svůj soud, divadlo a chrámy.

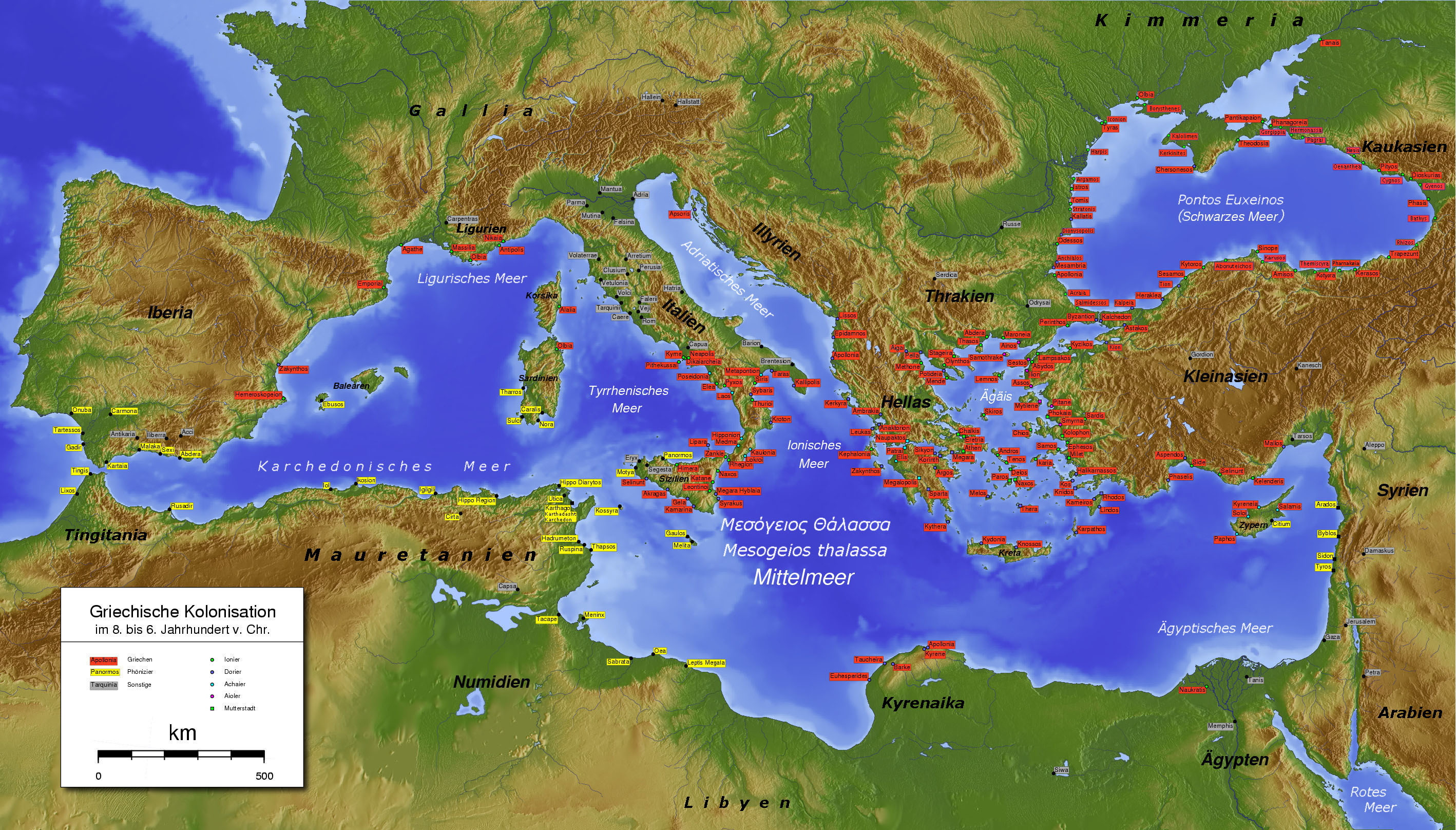
Mapa fénických a řeckých měst

Féničané ale přitom neusilovali o osídlování (kolonizaci) cizích území ani o soužití s místním obyvatelstvem: žili jen mezi sebou a nepřijímali cizí zvyky nebo náboženství. Jejich exportním artiklem v té době bylo sklo, kovové předměty včetně klenotů a purpurové látky (barva se na ně dovážela až z Kanárských ostrovů). Významný byl i trh s otroky: féničtí kupci chodili za armádami a skupovali zajatce jako otroky. Proti nebezpečným konkurentům neváhali použít zbraně jako v případě hispánského Tartessonu, který zničili, aby nepřekážel rozvoji jejich vlastního střediska Gades (dnešní Cádiz).
Po roce 850 př. n. l. byla moc v Týru oslabena jednak založením Kartága, jednak odlivem obyvatelstva do nových osad. Celá Fénicie pak byla často obsazována jinými říšemi. V roce 605 př. n. l. po bitvě u Karchemiše se stala Fénicie babylonskou provincii – až na Týros, který kapituloval teprve roku 573 př. n. l. po třináctiletém obléhání! V roce 538 př. n. l. se Fénicie dostala pod nadvládu Perské říše a v té době se stala hlavním zdrojem perské námořní moci. Roku 332 př. n. l. dobyl Fénicii Alexandr Veliký a Fénicie tak natrvalo ztratila samostatnost.
Jádrem jejího území je dnešní Libanon.